# Giraldilla 2009
Die Giraldilla 2009 (auch Cuba International 2009 genannt) im Badminton fanden vom 26. bis zum 29. März 2009 in Havanna statt.

## Sieger und Platzierte
| Disziplin    | Gold                                   | Silber                              | Bronze                                |
| ------------ | -------------------------------------- | ----------------------------------- | ------------------------------------- |
| Herreneinzel | Ari Trisnanto                          | Kevin Cordón                        | Engga Setiawan                        |
| Herreneinzel | Ari Trisnanto                          | Kevin Cordón                        | Ronald Toledo                         |
| Dameneinzel  | Solángel Guzmán                        | María L. Hernández                  | Naty Rangel                           |
| Dameneinzel  | Solángel Guzmán                        | María L. Hernández                  | Lisandra Suárez                       |
| Herrendoppel | Rizki Yanu Kresnayandi Albert Saputra  | Antonio de Vinatea Martín del Valle | Ronald Toledo Peteiro Yendri          |
| Herrendoppel | Rizki Yanu Kresnayandi Albert Saputra  | Antonio de Vinatea Martín del Valle | Osleni Guerrero Alexander Hernández   |
| Damendoppel  | Solángel Guzmán Lisandra Suárez        | Katherine Winder Claudia Zornoza    | Krisley Nohemi López Nikte Sotomayor  |
| Damendoppel  | Solángel Guzmán Lisandra Suárez        | Katherine Winder Claudia Zornoza    | Cristina Aicardi Alejandra Monteverde |
| Mixed        | Alexander Hernández María L. Hernández | Osleni Guerrero Solángel Guzmán     | Alejandro Ferrer Sandra Chirlaque     |
| Mixed        | Alexander Hernández María L. Hernández | Osleni Guerrero Solángel Guzmán     | Ronald Toledo Lisandra Suárez         |